# رود کانکو
رود کانکو (به انگلیسی: Concho River) رودی است که در ایالات متحده آمریکا جریان دارد.